# Aiguillette du Brévent

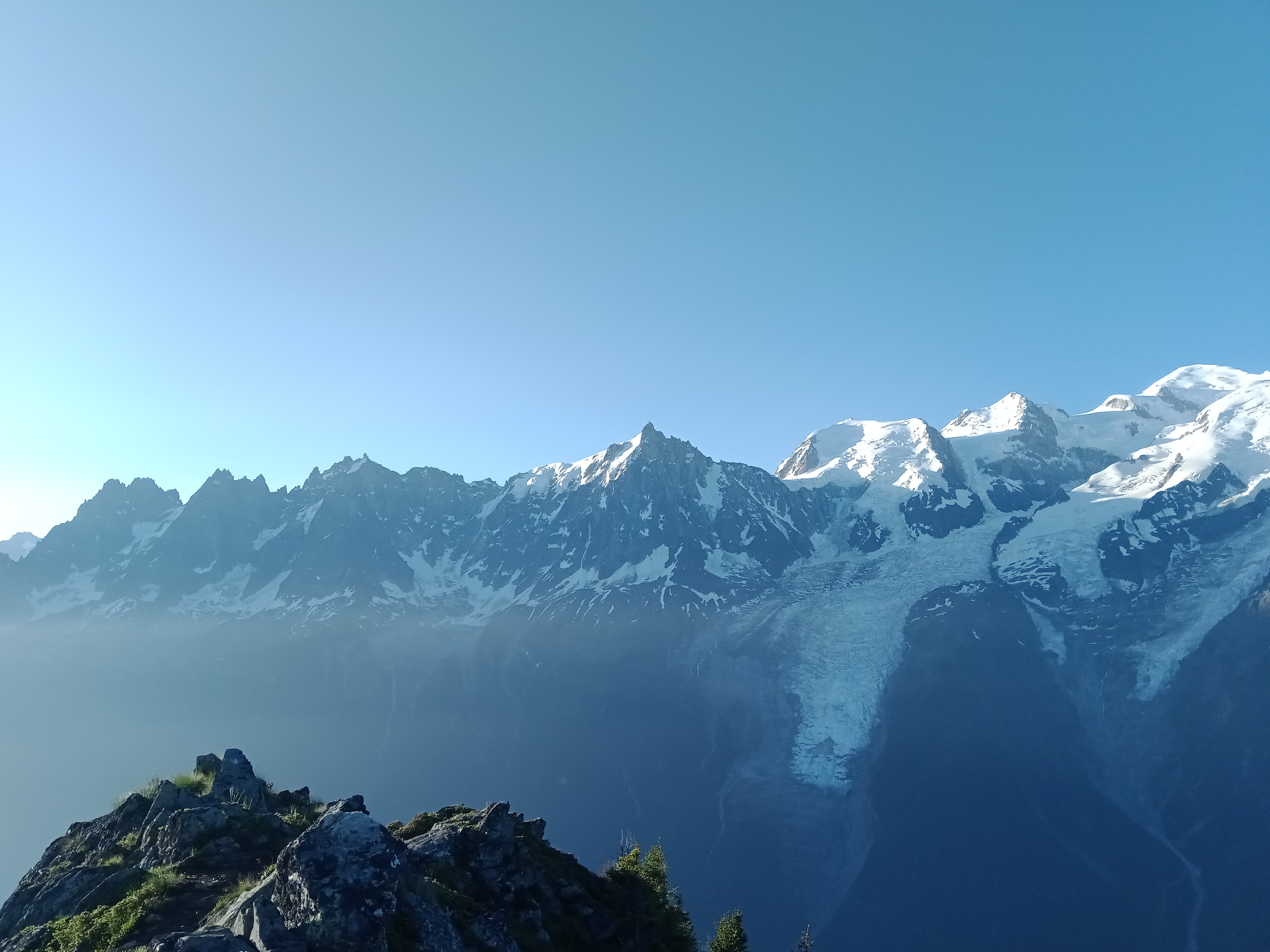
Le massif du Mont-Blanc depuis l'aiguillette du Brévent.

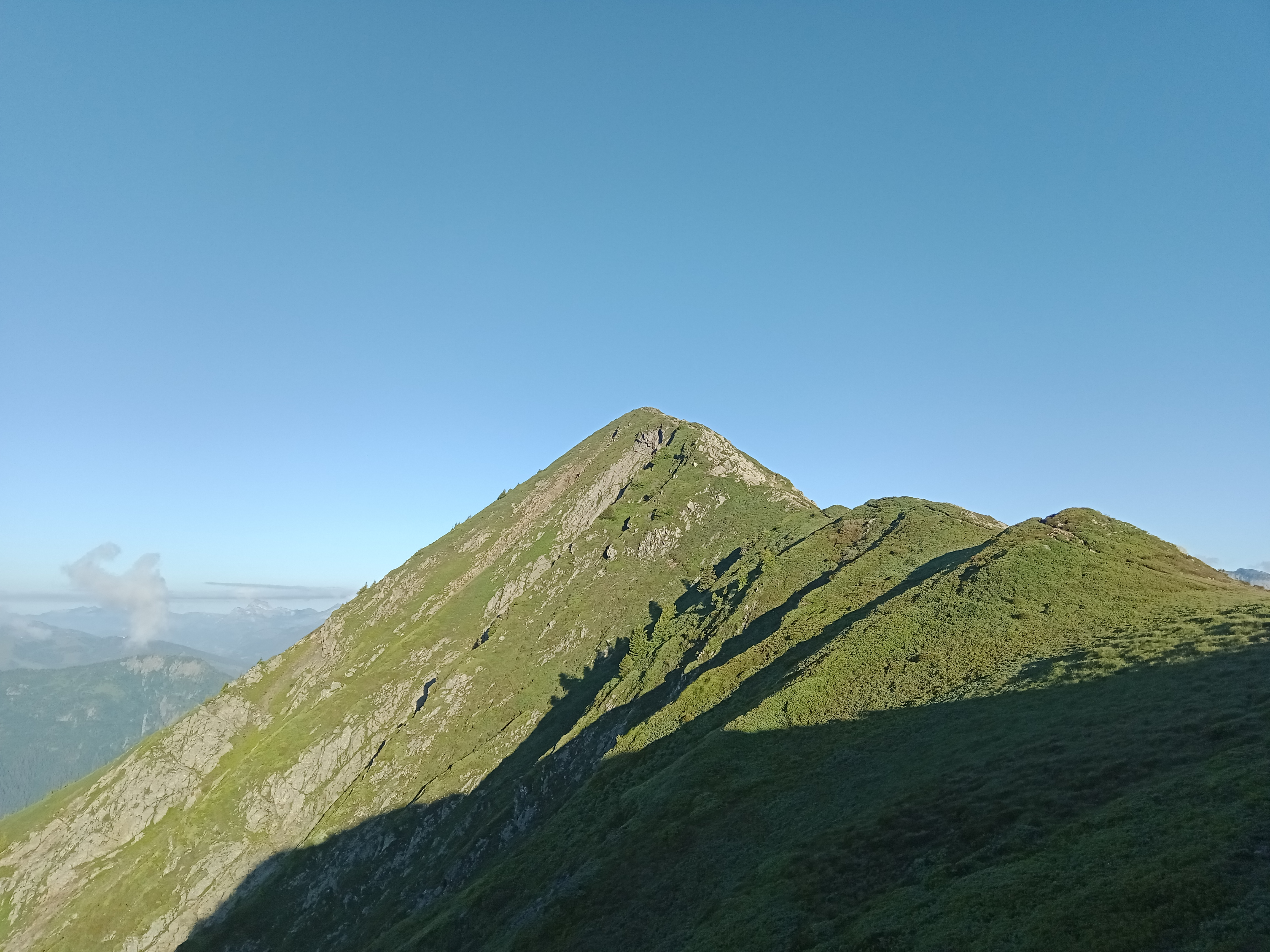
L'aiguillette du Brévent depuis les environs du col de Bellachat à l'est.

L'aiguillette du Brévent est un sommet de France situé en Haute-Savoie, au-dessus des Houches, dans les aiguilles Rouges.